# Magister peditum
Magister peditum era un grado militar del ejército romano creado por el emperador Constantino I, equivalente al grado actual de comandante de Infantería en base local, por ejemplo en Galia, Hispania, Gran Bretaña o Iliria. Existía demás el cargo de magister peditum praesentalis, esto es, comandante de un ejército acampado central. Por ejemplo, Barbatio, según cuenta Amiano Marcelino, Res Gestae, XVI,11, 2. El grado militar equivalente en caballería era el magister equitum. El máximo cargo militar era el magister militum, que antaño se llamó magister peditum et equitum. Estos cargos aparecen en el Código Teodosiano y en la famosa Notitia dignitatum (recopilada entre fines del siglo IV y principios del siglo V); aunque estos códigos parecen indicar una rígida organización burocrática del ejército, la Res Gestae de Amiano Marcelino, que cubre algunas de las lagunas en los conocimientos y ofrece detalles sobre acciones específicas de los oficiales y de las unidades, parece indicar que en realidad existía cierta flexibilidad.
El magister peditum praesentalis estaba a la cabeza de todas las fuerzas de infantería del Imperio romano de Occidente (paralelamente al de la caballería, llamado magister equitum praesentalis), como sigue:
1. En el numerus intra Italiam, a la cabeza de la infantería del comes Italiae;[1]
2. En el numerus intra Gallias, que estaba a cargo de los siguientes funcionarios militares: magister equitum per Gallias, comes tractus Argentoratensis, dux Belgicae secundae, dux Germaniae secundae, dux Mogontiacensis, dux provinciae Sequanici, dux tractus Armoricani et Neruicani;[1]
3. En el numerus intra Illyricum a cuya dependencia encontramos: el dux Pannoniae secundae ripariensis et Saviae, el dux Valeriae ripensis, el dux Pannoniae primae et Norici ripensis y el dux Raetiae primae et secundae;[1]
4. En el numerus intra Tingitaniam del cual dependía el comes Tingitaniae;[1]
5. En el numerus intra Africam del cual dependía el comes Africae, el dux limitis Mauretaniae Caesariensis y el dux limitis Tripolitani;[1]
6. En el numerus intra Britannias del cual dependía el comes Britanniarum, el comes litoris Saxonici per Britannias y el dux Britanniarum.[1]

Al contrario el numerus intra Hispanias, era a veces sometido al magister militum praesentalis por las Hispaniae.